# El trono de jade
El Trono de Jade, la historia transcurre durante una versión alternativa de las guerras napoleónicas, en donde los dragones no solamente existen sino que a su vez son usados en las guerras en Asia y Europa. Estas criaturas en esta historia tienen uso de razón e inteligencia, por lo que tienen sus propios razonamientos y pensamientos. La serie de libros se centran principalmente en Temerario (el nombre del dragón) y su dueño o compañero, Will Laurence. Este primer libro se centra en como Laurence, que es capitán en el Royal Navi, se convierte en el dueño de Temerario y empieza su entrenamiento para la batalla contra las tropas aéreas de Napoleón

## Sinopsis
Después de vencer a las fuerzas de Napoleón en la batalla de Dover, Laurence y Temerario tienen que hacer frente a la China Imperial. Los chinos quieren tener de vuelta a su Imperial. Se descubre que Temerario fue un regalo de Jiaqing Emperor a Napoleón, emperador de Francia. Los chinos no están conformes en que Laurence sea propietario de Temerario.
Después de muchas discusiones para convencer a Laurence y a las fuerzas aéreas para devolver a Temerario a China fallase, finalmente aceptan para que el dragón y su flota de vuelo, los acompañé de regreso a China. Como las rutas por tierra son bastante inseguras prefieren ir por mar, por lo que embarcan al dragón y su tripulación. Durante el viaje tienen varios percances que ponen en juego la vida de Laurence. 
Después de su llegada a China, siguen teniendo pie varios atentados más, como la confrontación con el hermano del Emperador y un dragón Celestial que es primo de Temerario y se llama Lien. Seguido de estos eventos, en un afán de resolver dichos conflictos con el estatuto social de Laurence, el emperador de China decide adoptar como parte de su familia al capitán.
- Datos: Q2028994